# دونالد إف. جونز
دونالد إف. جونز (بالإنجليزية: Donald F. Jones)‏ هو عالم وراثة وعالم نبات أمريكي، ولد في 16 أبريل 1890، وتوفي في 19 يونيو 1963.

## وصلات خارجية
- دونالد إف. جونز على موقع الموسوعة البريطانية (الإنجليزية)